# Jin Yuelin

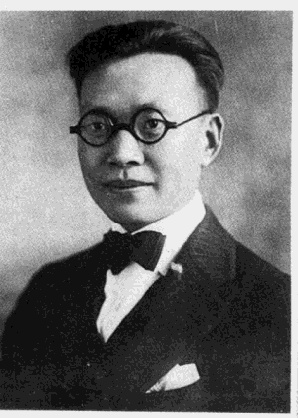
Jin Yuelin, vor 1950

Jin Yuelin (chinesisch 金岳霖; geb. 1895 in Changsha, Provinz Hunan; gest. 1984) war ein chinesischer Philosoph und Logiker.
Geboren in der Stadt Changsha, in der Provinz Hunan, ging er 1914 nach seinem Abschluss am Tsinghua College in die USA, um an der University of Pennsylvania Politische Wissenschaften zu studieren. Nach seinem B.A. schrieb er sich 1917 an der Columbia University ein, um dort sein Studium der Politikwissenschaften fortzusetzen. Nach dem Erhalt des Magister Artiums promovierte er 1920 mit einer Arbeit, die den Titel The Political Theory of T. H. Green trug.
Im Anschluss an seine Promotion begab sich Jin Yuelin auf eine fünf Jahre dauernde Forschungsreise durch Europa, die ihn nach Großbritannien, Frankreich, Deutschland und Italien führte. Nach seiner Rückkehr nach China lehrte er zunächst Philosophie an der Peking-Universität und an der Tsinghua-Universität, an der er 1926 die Philosophische Fakultät gründete. 1952 bis 1955 war Jin, ähnlich wie zuvor an der Tsinghua-Universität, in einer Doppelfunktion als Professor und Dekan der Philosophischen Fakultät an der Peking-Universität tätig. Im Anschluss daran wurde der Vize-Direktor am Institut für Philosophie der Chinesischen Akademie der Wissenschaften.

## Werke
- 1935: Logik (chinesisch 邏輯)
- 1940: Über das Dao (chinesisch 論道)
- 1965: Eine Kritik der Philosophie Bertrand Russells (chinesisch 羅素哲學批判)
- 1983: Erkenntnistheorie (chinesisch 知識論)